# 斯特里利切 (科洛梅亞區)
48°40′52″N 25°33′42″E / 48.68111°N 25.56167°E
斯特里利切（烏克蘭語：Стрільче），是烏克蘭的村落，位於該國西部伊萬諾-弗蘭科夫斯克州，由科洛梅亚区負責管轄，始建1426年，面積19.2平方公里，2025年人口1,250，人口密度每平方公里83.86人。